# Многогранник Силаши
Многогранник Силаши (Силашши) — пример невыпуклого многогранника, топологически эквивалентного тору.
Назван по имени венгерского математика Лайоша Силаши, обнаружившего многогранник в 1977 году.

## Свойства
- Имеет 7 шестиугольных граней.
- Каждая грань этого многогранника имеет общее ребро с любой другой гранью.
  - Как результат, для его правильной раскраски (чтобы смежные грани имели разные цвета) требуется семь цветов. Это даёт нижнюю оценку в теореме о семи красках[англ.].
- Многогранник имеет ось симметрии.
- Три пары граней попарно конгруэнтны, а одна непарная грань сама имеет вращательную симметрию, ту же самую, что и у многогранника.
- 14 вершин и 21 ребро многогранника Силаши образуют вложение графа Хивуда в поверхность тора.

- Тетраэдр и многогранник Силаши — единственные известные многогранники, у которых любые две грани имеют общее ребро.
  - Если многогранник с f гранями вложен в поверхность с h дырами таким образом, что каждые две грани имеют общее ребро, из эйлеровой характеристики следует, что
{\displaystyle h={\frac {(f-4)(f-3)}{12}}.}

Это равенство выполняется для тетраэдра с h = 0 и f = 4 и для многогранника Силаши с h = 1 и f = 7. Следующее возможное решение с h = 6 и f = 12 могло бы соответствовать многограннику с 44 вершинами и 66 рёбрами, но неизвестно, существует ли такой многогранник. В общем случае это уравнение может выполняться только при f, сравнимом с 0, 3, 4 или 7 по модулю 12.
- Двойственный многограннику Силаши многогранник Часара был открыт Акошем Часаром[англ.] в 1949 году[2]. Он имеет семь вершин, 21 ребро, соединяющие каждую пару вершин, и 14 треугольных граней. Подобно многограннику Силаши, многогранник Часара имеет топологию тора.

## В культуре
- В честь данного многогранника одна из московских школ назвала физико-математические классы «Силаэдр»[3][4][неавторитетный источник].
- В математическом парке в городе Майкоп установлена скульптура такой формы[1].